# Taxe sur les bureaux
Lire en ligne

Lire sur Légifrance

La taxe annuelle sur les locaux à usage de bureaux, les locaux commerciaux et les locaux de stockage et les surfaces de stationnement (TSB ou TSBCS), simplement appelée taxe sur les bureaux, est un impôt local direct français instauré en Île-de-France en 1990. La taxe est destinée à « favoriser la politique d'aménagement du territoire d'Île-de-France, marqué par un fort déséquilibre géographique entre l'emploi et l'habitat ».

## Historique
Depuis le 1er janvier 1990, une taxe annuelle sur les locaux à usage de bureaux est perçue dans la région Île-de-France,. La taxe initiale porte sur les personnes publiques ou privées propriétaires de bureaux de plus de 100 m2. Le montant de la taxe varie selon la localisation des locaux. Les trois circonscriptions mises en place à l'origine étaient :
- douze arrondissements de Paris et arrondissements de Nanterre et Boulogne-Billancourt dans les Hauts-de-Seine ;
- huit arrondissements de Paris et autres communes de proche couronne ;
- départements de grande couronne.

La loi de finances pour 1999 a étendu l'assiette de la taxe aux locaux commerciaux de plus de 2 500 m2 et aux locaux de stockage de plus de 5 000 m2.
La loi de finances pour 2000 transfère le produit de la taxe du Fonds d’aménagement pour l'Ile-de-France (FARIF) au budget général de l'État.
La loi de finances pour 2020 introduit une quatrième zone. Cette circonscription « premium » comprend neuf arrondissements de Paris (1er, 2e, 7e, 8e, 9e, 10e, 15e, 16e et 17e), Boulogne-Billancourt, Courbevoie, Issy-les-Moulineaux, Levallois-Perret, Neuilly-sur-Seine et Puteaux. La hausse de la fiscalité est destinée à assurer le financement du Grand Paris Express dont le budget explose. D'après le gouvernement, la hausse représente un peu moins de 1 % du loyer hors charges. Le Medef Paris y voit néanmoins « une menace pour l'attractivité de la Ville » alors que le Brexit permettrait d'accueillir de nouvelles entreprises à Paris.
La taxe sur les bureaux est codifiée à l'article 231 ter du code général des impôts.

## Caractéristiques
L'imposition se calcule à partir de la superficie d'un local destiné à un usage de bureau, de commerce ou de stockage, ainsi qu'aux aires de stationnement afférentes à ces locaux.
Pour être imposés, les locaux doivent être situés en Île-de-France en dehors d'une zone franche urbaine, ainsi que dépasser une certaine superficie en fonction du type du local.
Le montant de la taxe varie selon la localisation des locaux dans l'une des quatre circonscriptions de la région.

### Bénéficiaires
Le produit de la taxe sur les bureaux est affecté à la région Île-de-France, à l'Union d'économie sociale du logement (UESL) jusqu'en 2016 et au fonds national d'aide au logement (FNAL) à partir de 2017.

### Produit
Le produit de la taxe sur les bureaux est de 183 millions d'euros pour la région Île-de-France en 2016 et de 133 millions d'euros pour l'UESL.